# Зигбург
Зигбург (њем. Siegburg) град је у њемачкој савезној држави Северна Рајна-Вестфалија. Једно је од 19 општинских средишта округа Рајн-Зиг. Према процјени из 2010. у граду је живјело 39.564 становника. Посједује регионалну шифру (AGS) 5382060, NUTS (DEA2C) и LOCODE (DE SIG) код.

## Географски и демографски подаци
Зигбург се налази у савезној држави Северна Рајна-Вестфалија у округу Рајн-Зиг. Град се налази на надморској висини од 60 метара. Површина општине износи 23,4 km². У самом граду је, према процјени из 2010. године, живјело 39.564 становника. Просјечна густина становништва износи 1.688 становника/km².

## Међународна сарадња
| Мјесто             | Држава      | Врста сарадње | Од    |
| ------------------ | ----------- | ------------- | ----- |
|                    | Француска   | контакт       | 1996. |
| Оулу               | Финска      | контакт       | 1998. |
| Малага             | Шпанија     | контакт       | 1996. |
| Ено                | Белгија     | контакт       | 1996. |
| Штајерска          | Аустрија    | контакт       | 1996. |
|                    | Португалија | контакт       | 2001. |
| Лисабон            | Португалија | контакт       | 1996. |
| Вроцлав            | Пољска      | контакт       | 1996. |
| Корк               | Ирска       | контакт       | 1996. |
| Комитат Бач-Кишкун | Мађарска    | контакт       | 1996. |
|                    | Пољска      | партнерство   | 2001. |
|                    | Турска      | партнерство   | 1994. |
| Болеславјец        | Пољска      | партнерство   | 1992. |
| Гварда             | Португалија | партнерство   | 1985. |
| Орестијада         | Грчка       | партнерство   | 1994. |
| Ножан сир Марн     | Француска   | партнерство   | 1964. |
| Извор              |             |               |       |